# René Montjoie
Pour les articles homonymes, voir Montjoie.
René Montjoie (René François Marie), né le 29 septembre 1926  à Lille et mort le 25 janvier 1982 à Neuilly (Hauts-de-Seine) est un ingénieur général des mines,  commissaire au plan de 1967 à 1974.

## Biographie
René Montjoie est le fils de Marcel Montjoie, ingénieur et d'Adrienne Polliart. Après des études secondaires, au lycée du Parc à Lyon, il est élève de l'École polytechnique, promotion 1946, puis de l'École des mines de Paris, rattaché à la promotion 1948. Enfin il complète sa formation à l'université de Chicago.
Son premier poste  est au sein du ministère de l'Industrie et du Commerce, adjoint au chef de service de la Sidérurgie.  Il rejoint ensuite, en 1954,  l'arrondissement minéralogique de Metz. Il est professeur d'économie à l'École nationale supérieure des Mines de Nancy de 1955 à 1958.  
Il est adjoint au directeur des mines au ministère de l'Industrie de 1957 à 1962. Il est nommé, en 1962, conseiller technique au cabinet du Premier ministre, Georges Pompidou, aux côtés de  François-Xavier Ortoli ; il est chargé des dossiers de l’équipement, de la construction et des transports. Il occupe ce jusqu'en 1967. Au cours ce celui-ci René Montjoie recrute dans son équipe de cellule économique le jeune Jacques Chirac, entré en 1962 à la Cour des comptes.  Franz Olivier Gisbert  décrit René Montjoie  "Aux côtés d’Ortoli, on trouve de tout. Un polytechnicien à la compétence universelle : René Montjoie, ingénieur du corps des Mines, visage blanc, tendu, gai comme une porte de prison, qui deviendra commissaire au Plan avant de disparaître prématurément". 
René Montjoie est nommé administrateur d'Électricité de France en 1964,  il en le vice-président à partir de 1974, son mandat d'administrateur est renouvelé en 1978.
En 1967 il est nommé commissaire général du Plan,, il succède à François-Xavier Ortoli. Il conduit les travaux du Ve plan, puis du VIe plan. Il assume cette fonction jusqu'en 1974, décès de Georges Pompidou et élection de Valéry Giscard d'Estaing ; démissionnaire, Raymond Barre est pressenti pour lui succéder mais il décline la proposition et c'est Jean Ripert qui est choisi. 
René Montjoie se marie le 4 juillet 1953 avec Noëlle Kirchner avec qui il a une fille.

## Publications
Rapport sur les problèmes posés par l'adaptation du 5e plan  [Rapporteur René Montjoie.], Paris : Commissariat général du plan, 1968, La documentation française, 1968, 69 p.
Coll. 1985 la France face au choc du futur, Paris, 1972,  Armand Colin, 220 p.
Jean Vergeot, Les plans dans le monde : expériences et enseignements, postface René Montjoie, Paris, 1970, Éd. France-Empire, 578 p.
Commissariat général du plan Le logement, préface Réné Montjoie, Volume 3 de Plan et prospectives, Paris 1970, A. Colin